# 黄川田徹
黄川田 徹（きかわだ とおる、1953年10月14日 - ）は、日本の政治家。
復興副大臣（野田第3次改造内閣）、総務副大臣（野田内閣・野田第1次改造内閣）、衆議院東日本大震災復興特別委員長、衆議院科学技術・イノベーション推進特別委員長、衆議院議員（6期）、岩手県議会議員（2期）、民主党・民進党・国民民主党岩手県連代表、自誓会代表幹事等を務めた。

## 来歴

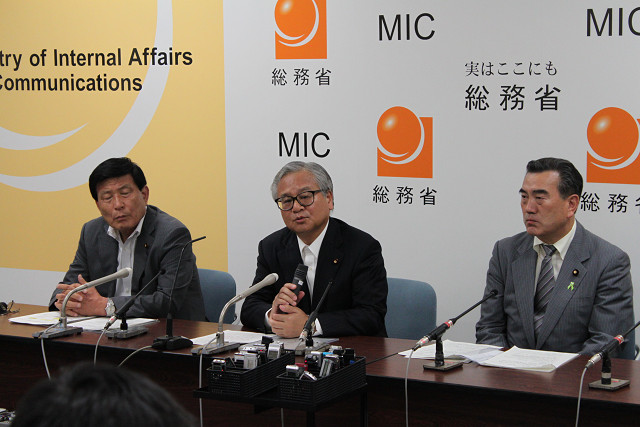
左から松崎公昭、黄川田、主濱了

岩手県気仙郡広田町（現：陸前高田市）生まれ。陸前高田市立広田小学校、陸前高田市立広田中学校、岩手県立盛岡第一高等学校、早稲田大学法学部卒業。1977年、早大法学部を卒業し陸前高田市役所に就職した。
1995年、岩手県議会議員選挙に新進党公認で陸前高田市選挙区から出馬し、初当選。1997年、新進党解党に伴い、自由党の結党に参加。1999年の岩手県議会議員選挙には自由党公認で出馬し、再選。
県議2期目の任期途中の2000年、第42回衆議院議員総選挙に自由党公認で岩手3区から出馬。当初、岩手3区では自由党現職の佐々木洋平が公認を受けていたが、自由党岩手県連が佐々木の公認を白紙撤回し、自由党も黄川田を公認候補に差し替えた。そのため佐々木は自由党を離党し保守党公認で岩手3区から出馬。岩手3区には自由党の黄川田、保守党の佐々木の他、無所属（のちに自由民主党に入党）の中村力、自民党元職の志賀節ら7人の候補が乱立したが、黄川田が次点の中村に約6千票差をつけて初当選した。
2003年、民由合併に伴い民主党に入党。同年の第43回衆議院議員総選挙では、岩手3区で自民党の公認を受けた中村らを破り、再選。2005年の第44回衆議院議員総選挙では、自民党に強い追い風が吹く中で、自民党新人の橋本英教に比例復活すら許さず、3選。2009年の第45回衆議院議員総選挙では再び岩手3区で橋本を下し、4選。　　
2011年3月、東北地方太平洋沖地震に伴う東日本大震災により、岩手県陸前高田市の自宅及び事務所が被災し、長女は無事だったものの、両親・妻・長男・秘書を亡くした。同年5月20日、衆議院東日本大震災復興特別委員長に就任。同年9月、野田内閣で総務副大臣（人事、行政管理、行政評価、地方自治、地方行財政、選挙制度、消防などの担当）に任命された。野田第1次改造内閣でも再任された。
2012年の消費増税をめぐる政局では、野田内閣による消費増税法案の閣議決定に抗議して3月30日に総務副大臣の辞表を提出し、4月4日の持ち回り閣議で了承された。黄川田は辞任後に、当初は辞任する意思はなかったが、3月30日に小沢一郎が黄川田の仮設住宅を訪れ、面会した際に「岩手の議員として方向性を一つにしてもらいたい」と総務副大臣辞任を求められ、小沢の復興への態度を確認するため、小沢の父佐重喜と50年来付き合いのあった父母のために陸前高田市の仮設住宅まで焼香しに来るか尋ねたところ、二つ返事の即答であったため、辞任を受け入れたと語った。6月26日の衆議院本会議で行われた消費増税法案の採決では、党の賛成方針に反して棄権した。民主党は7月3日の常任幹事会で厳重注意処分とする方針を決定し、7月9日の常任幹事会で正式決定した。
小沢を党首に結党した国民の生活が第一には参加せず、小沢の民主党除籍に伴い、民主党岩手県連代表に就任。同年10月、野田第3次改造内閣で復興副大臣に任命される。同年12月の第46回衆議院議員総選挙では自民党の橋本や、小沢の主導で結党した日本未来の党が擁立した佐藤奈保美らを破り、岩手3区で5選（橋本は比例復活）。2014年の第47回衆議院議員総選挙では再び岩手3区で橋本を下し、6選。
2015年1月に行われた民主党代表選挙では、元幹事長・細野豪志の推薦人に名を連ねた。2016年、衆議院科学技術・イノベーション推進特別委員長に就任。
2017年9月、第48回衆議院議員総選挙には出馬せず引退。
2018年5月、国民民主党の結成に参加し、6月17日に岩手県連代表に就任した。
2019年夏に予定される参議院選挙に対しては、岩手県選挙区において小沢一郎率いる自由党などが元パラリンピック選手の横澤高徳の擁立を内定。これに反発した階猛ら国民民主党岩手県連は黄川田の擁立を主張した。
候補者の調整に結論が出ないまま2019年4月26日には国民民主党と自由党が合併。国民民主党岩手県連は5月11日の県連常任幹事会で黄川田の擁立断念を発表し、黄川田は「県連に迷惑を掛けたし、合併に意味を見いだせない」として、離党と県連代表の辞任を表明。階らも離党を表明した。離党届は同26日に受理され、翌6月には黄川田は立憲民主党に入党届を提出。6月12日の立憲民主党岩手県連合設立に合わせて県連顧問に就任した。
2019年8月22日、黄川田は岩手県知事選挙において、立憲民主党も推薦する野党統一候補の現職達増拓也を小沢一郎に近いとして支持せず、自公推薦候補の及川敦の応援演説に立った。立憲民主党岩手県連合は同月29日、黄川田が県連に提出していた県連顧問の辞職届を受理し、9月14日には黄川田を厳重注意処分にしたと発表した。
2023年11月3日、旭日重光章受章
2024年10月の第50回衆議院議員総選挙では、岩手2区において立憲民主党の新人の応援に入った（結果は落選）。2025年7月の第27回参議院議員通常選挙では、特定の候補者を支援しなかった。

## 人物
- 2011年3月に発生した東北地方太平洋沖地震に伴う東日本大震災において陸前高田市の自宅及び事務所が全壊して津波で流され、妻とその両親、長男、公設第2秘書の男性を失った[36]。同じく被災地にいた長女は無事だった。黄川田自身は震災後、この件に関する発言を控えていたものの、2011年3月22日に政府の震災復興、福島第一原子力発電所事故への対応の遅さや被災地・福島原発への視察を悪天候を理由に中止した首相の菅直人を批判した[37]。
- かつて小沢一郎の側近で、両家は50年来の長い付き合いであったが、震災直後の小沢邸に小沢グループが集まった際、政局の話のみする小沢に失望し、決別したと述べている[7]。
- 故郷である、陸前高田市の市長選挙では自身の衆議院議員初当選時は当時の現職の菅野俊吾を支持していた。しかし、2003年の選挙で菅野は対抗馬の中里長門に敗れ、以降は2007年の中里再選時と2011年に中里の勇退の後継で出馬した戸羽太が出馬して当選した際も黄川田は対抗馬を支持していたが、小沢と決別した後の2015年の戸羽再選時の市長選からは戸羽支持に転じている。奇しくも黄川田が岩手県議会議員に初当選したのは、当時の現職だった戸羽の父親の戸羽一男を倒しての当選だった。また、2015年の市長選挙以降は黄川田が小沢と決別してそれまでの反対勢力側に転じた事もあり、どちらの勢力にも小沢の影響力は無い。戸羽は2023年の選挙に4期目を目指して出馬したが、新人の佐々木拓との一騎討ちに敗れて、市長を退任した。

## 政治資金問題
2016年11月25日、黄川田が代表を務める「民主党岩手県第3区総支部」は、大相撲一関場所のチケット代を政治活動費から支出していたことが明らかになった。

## 政策
- 永住外国人への地方選挙権付与にどちらかと言えば賛成[39]。
- 日本国憲法の改正に賛成[40]。
- 集団的自衛権の行使を禁じた内閣法制局の憲法解釈の見直しに賛成[40]。
- 日本の核武装について「将来にわたって検討すべきでない」としている[40]。
- 原子力規制委員会の新基準を満たした原子力発電所の再稼働に賛成[40]。
- 女性宮家の創設に賛成[40]。
- 選択的夫婦別姓制度導入について、「どちらともいえない」としている[41]。
- 日本の環太平洋戦略的経済連携協定（TPP）への参加に反対[40]。